# Будзей Олег Васильович
Оле́г Васи́льович Будзе́й (14 січня 1953, Підзамче, нині у складі Кам'янця-Подільського — 25 серпня 2024, Кам'янець-Подільський) — український журналіст і краєзнавець. Член Національної спілки краєзнавців України (2009). Почесний краєзнавець України (2015). Лауреат Хмельницької обласної премії імені Івана Стасюка (2019). Член Українського товариства охорони пам'яток історії та культури у Хмельницькій області (2021). Директор Центру пам'яткоохоронних досліджень та пам'яткознавства Українського товариства охорони пам'яток історії та культури в Хмельницькій області (2022—2024).

## Життєпис
1970 року закінчив Кам'янець-Подільську середню школу № 1, 1974 року — фізико-математичний факультет Кам'янець-Подільського педагогічного інституту (нині Кам'янець-Подільський національний університет).
Учитель математики та суміжних предметів у восьмирічних школах:
- у 1974—1975 роках — село Подоляни Старосинявського району,
- у 1975—1980 роках — село Боришківці Кам'янець-Подільського району,
- у 1980—1982 роках — село Думенки Хмільницького району Вінницької області.

У 1982—1990 роках працював у Кам'янець-Подільському проектно-конструкторському бюро автоматизованих систем керування: програміст, старший програміст, завідувач бюро системного математичного забезпечення.
Депутат Кам'янець-Подільської міської ради першого (21-го) скликання (1990—1994).
Помер 25 серпня 2024 в рідному Кам'янці-Подільському, похований у приміських Зіньківцях.

### Краєзнавча діяльність
Автор науково-популярного видання «Вулицями Кам'янця-Подільського» (Львів, 2005), путівника «Мандрівка Кам'янцем» (Кам'янець-Подільський, 2016).
Як упорядник 2001 року випустив 4 збірники цікавих фактів: «Кам'янець у червні», «Кам'янець у липні», «Кам'янець у серпні», «Кам'янець у вересні». Веде рубрику «Кам'янецький календар» на сайті «Вічний Кам'янець»
Упорядник книги «Подолянин: Ми пишемо історію» (Кам'янець-Подільський, 2012), присвяченої 20-річчю газети «Подолянин», автор історичних і біографічних статей, а також вступних слів до розділів цієї книги .
У вересні 2018 року в серії «Мікрорайони Кам'янця-Подільського» видав 80-сторінкову книжку «Біланівка». В анотації сказано: «Біланівка. Нині — це один із мікрорайонів міста Кам'янця-Подільського. Колись це поселення було хуторами й іменувалося Долішніми фільварками. У книжці висвітлено історію Біланівки, діяльність її освітніх, культурних та соціальних об'єктів. Також йде мова про людей, які народилися або чимось пов'язані з Біланівкою. Для істориків, краєзнавців, усіх, хто цікавиться історією Поділля».
2019 року став шостим лауреатом премії Хмельницької обласної організації Національної спілки краєзнавців України імені почесного професора Івана Стасюка в галузі досліджень історії міст і сіл краю за вагомий науковий внесок у дослідження історії населених місць Поділля та Кам'янеччини, видання 2018 року книжки «Біланівка: мікрорайони Кам'янця-Подільського». Ухвалено правлінням Хмельницької обласної організації Національної спілки краєзнавців України 9 лютого, а диплом лауреата вручено 14 лютого 2019 року.

### Пресова діяльність
Від 1 грудня 1990 року працює в газетах:
- «Кам'янець-Подільський вісник» (у 1990—1992 роках — кореспондент, відповідальний секретар),
- «Подолянин» (у 1992—1994 роках — заступник головного редактора, літературний редактор),
- «Наша справа» (грудень 1994 — кореспондент),
- «Кам'янець-Подільський вісник» (від 20 грудня 1994 року до 29 січня 1999 року — редактор),
- «Фортеця» (у 2000—2001 роках — літературний редактор),
- «Подолянин» (від 24 жовтня 2001 року до 30 січня 2012 року — редактор відділу пропаганди історії та культури Кам'янеччини),
- «Кам'янецький часопис КлюЧ» (від 1 лютого 2012 року — перший заступник головного редактора; також один із співзасновників видання).
- 12 березня 2012 року повернувся на роботу в газету «Подолянин».

На початку червня 2021 року остаточно вийшов на пенсію.
Був вільним журналістом Інтернет-газети «ХайВей».

### Літературна діяльність
Основний псевдонім — Андрій Іриненко; інші псевдоніми — А. Ситарчук, І. Гарах.
Перший вірш опублікував 1980 у газеті «Прапор Жовтня». Автор збірки віршів «З архіву душі» (Кам'янець-Подільський, 1999; побачила світ 25 січня 2000).

### Публікації
- Олег Будзей І тупиків віки-путі…: Паліндроми // Смолискипи (Київ). — 1998. — № 2 (9). — С. 18—19.
- Олег Будзей Анна; А рів і віра?; Є…; А де в шведа…; Бузина нанизу б; Жартів вітраж; Карабін і барак; Ні, не Ленін!; Ялова воля; Умови живому; Де мови диво-мед?; У морі рому; Вік вовків; Фіміаму чума і міф; І воду бере, пере: перебудова; Оголи милого!; Форт строф // У сузір'ї Рака: Антологія української паліндромії. — Тернопіль: Навчальна книга — Богдан, 2011. — 432 с. (с. 46—52 — паліндроми; с. 418 — біографія).